# Università tecnica statale di Novosibirsk
L'Università Tecnica Statale di Novosibirsk o NSTU (in russo Новосиби́рский госуда́рственный техни́ческий университе́т?, fino al 1992 Istituto Elettrotecnico di Novosibrisk NETI in russo: Новосиби́рский электротехни́ческий институ́т), è uno dei principali centri di ricerca e insegnamento di tutta la Russia ed una delle principali università tecniche situate a Novosibirsk, in Russia.